# Bertil Nordahl
Bertil Nordahl (Hörnefors, 26 febbraio 1917 – Degerfors, 1º dicembre 1998) è stato un calciatore e allenatore di calcio svedese.

## Carriera
Possente centrocampista svedese con grande senso della posizione, venne acquistato dall'Atalanta nell'immediato dopoguerra, diventandone un baluardo nella difesa.
Meno noto del fratello Gunnar, celebre attaccante del Milan, tornò in patria dopo tre anni di militanza nella società bergamasca nei quali giocò complessivamente 76 partite di campionato senza mai segnare.

## Palmarès

### Giocatore

#### Nazionale
- Oro olimpico: 1

Londra 1948

#### Individuale
- Calciatore svedese dell'anno: 1

1948

## Statistiche

### Presenze e reti nei club
| Stagione         | Squadra          | Campionato       | Campionato | Campionato | Coppe nazionali | Coppe nazionali | Coppe nazionali | Coppe continentali | Coppe continentali | Coppe continentali | Altre coppe | Altre coppe | Altre coppe | Totale | Totale |
| Stagione         | Squadra          | Comp             | Pres       | Reti       | Comp            | Pres            | Reti            | Comp               | Pres               | Reti               | Comp        | Pres        | Reti        | Pres   | Reti   |
| ---------------- | ---------------- | ---------------- | ---------- | ---------- | --------------- | --------------- | --------------- | ------------------ | ------------------ | ------------------ | ----------- | ----------- | ----------- | ------ | ------ |
| 1947-1948        | Degerfors        | A                | ?          | ?          | SC              | ?               | ?               | -                  | -                  | -                  | -           | -           | -           | ?      | ?      |
| Totale Degerfors | Totale Degerfors | Totale Degerfors | ?          | ?          |                 | ?               | ?               |                    | ?                  | ?                  |             | ?           | ?           | ?      | ?      |
| 1948-1949        | Atalanta         | A                | 10         | 0          | -               | -               | -               | -                  | -                  | -                  | -           | -           | -           | 10     | 0      |
| 1949-1950        | Atalanta         | A                | 31         | 0          | -               | -               | -               | -                  | -                  | -                  | -           | -           | -           | 31     | 0      |
| 1950-1951        | Atalanta         | A                | 35         | 0          | -               | -               | -               | -                  | -                  | -                  | -           | -           | -           | 35     | 0      |
| Totale Atalanta  | Totale Atalanta  | Totale Atalanta  | 76         | 0          |                 | -               | -               |                    | -                  | -                  |             | -           | -           | 76     | 0      |
| 1951-????        | Degerfors        | ?                | ?          | ?          | ?               | ?               | ?               | -                  | -                  | -                  | -           | -           | -           | ?      | ?      |
| Totale carriera  | Totale carriera  | Totale carriera  | ?          | ?          |                 | ?               | ?               |                    | -                  | -                  |             | -           | -           | ?      | ?      |